# Sceloenopla maculata
Sceloenopla maculata es una especie de insecto coleóptero de la familia Chrysomelidae. Fue descrita científicamente en 1793 por Olivier.